# Duitse militaire begraafplaats in Zweibrücken
De Duitse militaire begraafplaats in Zweibrücken is een militaire begraafplaats in de Duitse deelstaat Rijnland-Palts. Op de begraafplaats liggen omgekomen Duitse militairen uit de Eerste en Tweede Wereldoorlog.

## Begraafplaats
Op de begraafplaats rusten 1577 Duitse militairen, waarvan het merendeel is omgekomen in de Tweede Wereldoorlog. De meeste slachtoffers kwamen tussen december 1944 en maart 1945 om het leven. In het gebied rond Zweibrücken vonden destijds enkele zware gevechten plaatsa..